# Ferrovia Salechard-Igarka

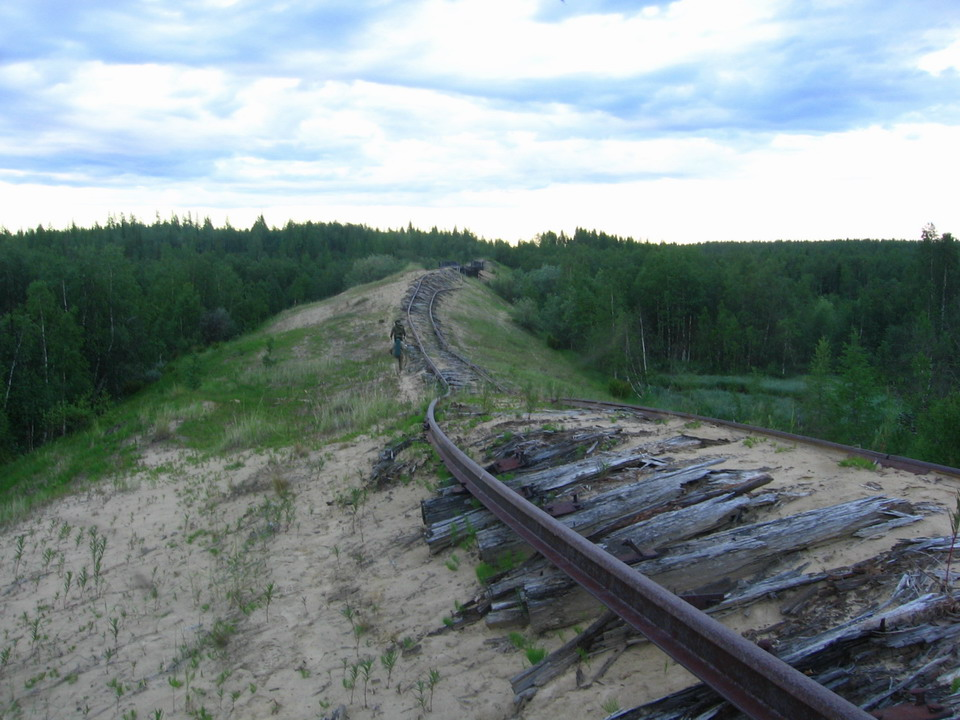
Un'immagine della linea

La ferrovia Salekhard-Igarka, chiamata anche ferrovia della Morte, strada della Morte e strada morta, fu un progetto di costruzione ferroviario affidato a un gulag che fu attivo dal 1949 al 1953. Era parte di un grande disegno di Stalin concernente una ferrovia attraverso la Siberia settentrionale per raggiungere i territori più orientali dell'Unione Sovietica. Il tracciato previsto era da Igarka a Salechard, per un totale di 1297 km. La manodopera venne fornita soprattutto dai prigionieri dei gulag, particolarmente quelli politici che morirono a migliaia.

## Scopi
Lo scopo della ferrovia era triplice: facilitare l'esportazione del nichel dalla vicina Noril'sk; fornire lavoro a migliaia di prigionieri post bellici e infine collegare i porti marittimi di Igarka e Salechard con la rete ferroviaria russa occidentale. Con le industrie sovietiche trasferite nella Siberia Occidentale durante la seconda guerra mondiale, era visto come un vantaggio strategico usare il trasporto fluviale diretto a nord per spedire le merci nei porti del Mar Glaciale Artico. Salechard era sull'Ob', a valle di Novosibirsk ed Omsk, mentre Igarka era sullo Enisej.

## Storia
La costruzione cominciò nell'estate del 1949 sotto la supervisione del col. V. A. Barabanov. Il 501º campo di lavoro cominciò il lavoro in direzione est da Salechard, mentre il 503º campo di lavoro procedeva verso ovest da Igarka. Secondo i piani era prevista una linea a unico binario con 28 stazioni e 106 binari di raccordo. Non essendo fattibile attraversare con un ponte i 2300 metri dell'Ob' o i 1600 metri dell'Enisej vennero usati dei traghetti in estate, mentre in inverno la ferrovia avrebbe attraversato il fiume ghiacciato mediante speciali binari con le traversine rinforzate.

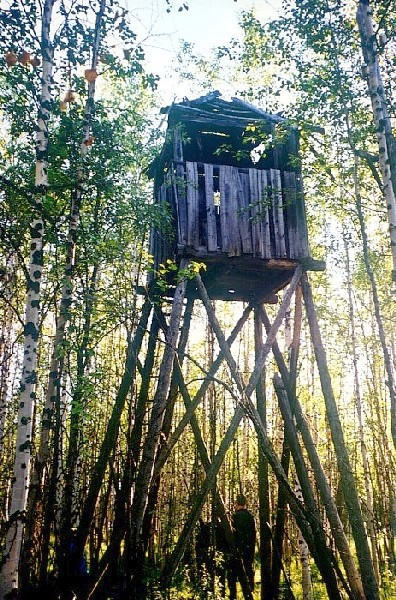
Torre di guardia del 503º campo di lavoro

È stato stimato che una cifra dagli 80.000 ai 120.000 lavoratori furono impiegati nel progetto. In inverno la costruzione veniva ostacolata da freddo rigido, permafrost e penuria di cibo. In estate invece c'era il problema del terreno impantanato, malattie e le pestilenze delle zanzare, dei moscerini e altri insetti. Dal lato tecnico, i problemi ingegneristici includevano la costruzione sul permafrost, un sistema logistico povero e degli stretti limiti di scadenza aggravati dalla seria mancanza di apparecchiature di potenza. Come risultato i terrapieni della ferrovia si stabilizzavano lentamente nella palude o erano erosi dall'acqua stagnante. Per farsi un'idea della penuria di materiali che affliggeva il progetto si pensi che segmenti di rotaia danneggiati lunghi un metro (provenienti da aree di guerra) venivano saldati assieme per formare segmenti da dieci metri.
Col progredire del progetto apparve chiaro che c'era una scarsa domanda commerciale per quell'opera. Nel 1952 venne ufficialmente ridotto il tempo concesso alla costruzione che venne fermata nel 1953 dopo la morte di Stalin.  Furono completati 699 km di binari al costo di 260 milioni di rubli, più tardi stimati come 42 miliardi di rubli nel 1953 (2,5% degli investimenti del capitale sovietico a quei tempi o circa 10 miliardi di dollari). Il progetto fu velocemente distrutto dagli agenti atmosferici mettendo così in luce i difetti strutturali della ferrovia; a completare lo spreco almeno undici locomotive e 60.000 tonnellate di metallo vennero abbandonati, i ponti si disintegrarono o furono bruciati. La rete telefonica, invece, restò in servizio fino al 1976.
Circa 350 km di tracciato tra Salechard e Nadym restarono in opera dagli anni cinquanta agli anni ottanta. Nel 1990 la linea venne chiusa, e visti i prezzi crescenti dell'acciaio i primi 92 km della ferrovia da Salechard vennero smantellati e riciclati durante gli anni novanta.
Attorno all'anno 2000, è cominciata una discussione inerente alla costruzione di una linea ferroviaria per Noril'sk, circa 220 km da Igarka, seguendo la maggior parte del percorso originario, per supportare le industrie di nichel e del petrolio.